# Джорслинг, Деворн
Деворн Джорслинг (англ. Devorn Jorsling; 27 декабря 1983, Морвант, Тринидад и Тобаго) — тринидадский футболист, нападающий.

## Биография
Начинал свою карьеру в клубе «Дабл-Ю Коннекшн». В его составе нападающий становился чемпионом страны. Затем в течение долгих лет Джорслинг играл в другом местном коллективе «Дефенс Форс». Он неоднократно становился лучшим бомбардиром клуба. Всего за 7 лет он забил за него в чемпионатах страны 74 мяча. В сезоне 2010/11 форвард был признан лучшим футболистом чемпионата Тринидада и Тобаго.
В 2011 году тринидадец некоторое время провёл в американском клубе USL Pro «Орландо Сити». Вскоре Джорслинг вернулся на родину и подписал контракт с «Каледонией Эй-Ай-Эй». В 2013 году нападающий вернулся в «Дефенс Форс», за который выступает и по сей день.

## Сборная
За национальную команду страны Деворн Джорслинг дебютировал в 2007 году. На данный момент он входит в десятку лучших бомбардиров сборной Тринидада и Тобаго за всю её историю.

## Достижения
- Победитель Клубного чемпионата КФС: 2012
- Чемпион Тринидада и Тобаго (2): 2000, 2010/11
- Обладатель Кубка Тринидада и Тобаго (2): 2000, 2011/12
- Лучший игрок чемпионата Тринидада и Тобаго: 2010/11